# Cydia cornucopiae
Cydia cornucopiae is een vlinder uit de familie bladrollers (Tortricidae). De wetenschappelijke naam is voor het eerst geldig gepubliceerd in 1869 door Tengstrom.
De soort komt voor in Europa.